# Bankowość
Bankowość – nauka o przedsiębiorstwie bankowym i jego otoczeniu. Zajmuje się m.in. zagadnieniami związanymi z funkcjonowaniem systemu bankowego, produktów i operacji bankowych, zarządzania ryzykiem bankowym.
Termin „bankowość” może odnosić się do szerokiego spektrum podmiotów finansowych: od instytucji gromadzących oszczędności i udzielających kredytów po ogromne centra finansowe zorganizowane w formie banków komercyjnych w Stanach Zjednoczonych lub od spółdzielczych kas oszczędnościowo-mieszkaniowych po „wielką czwórkę” banków akcyjnych w Wielkiej Brytanii. 